# Alexander Landesberg

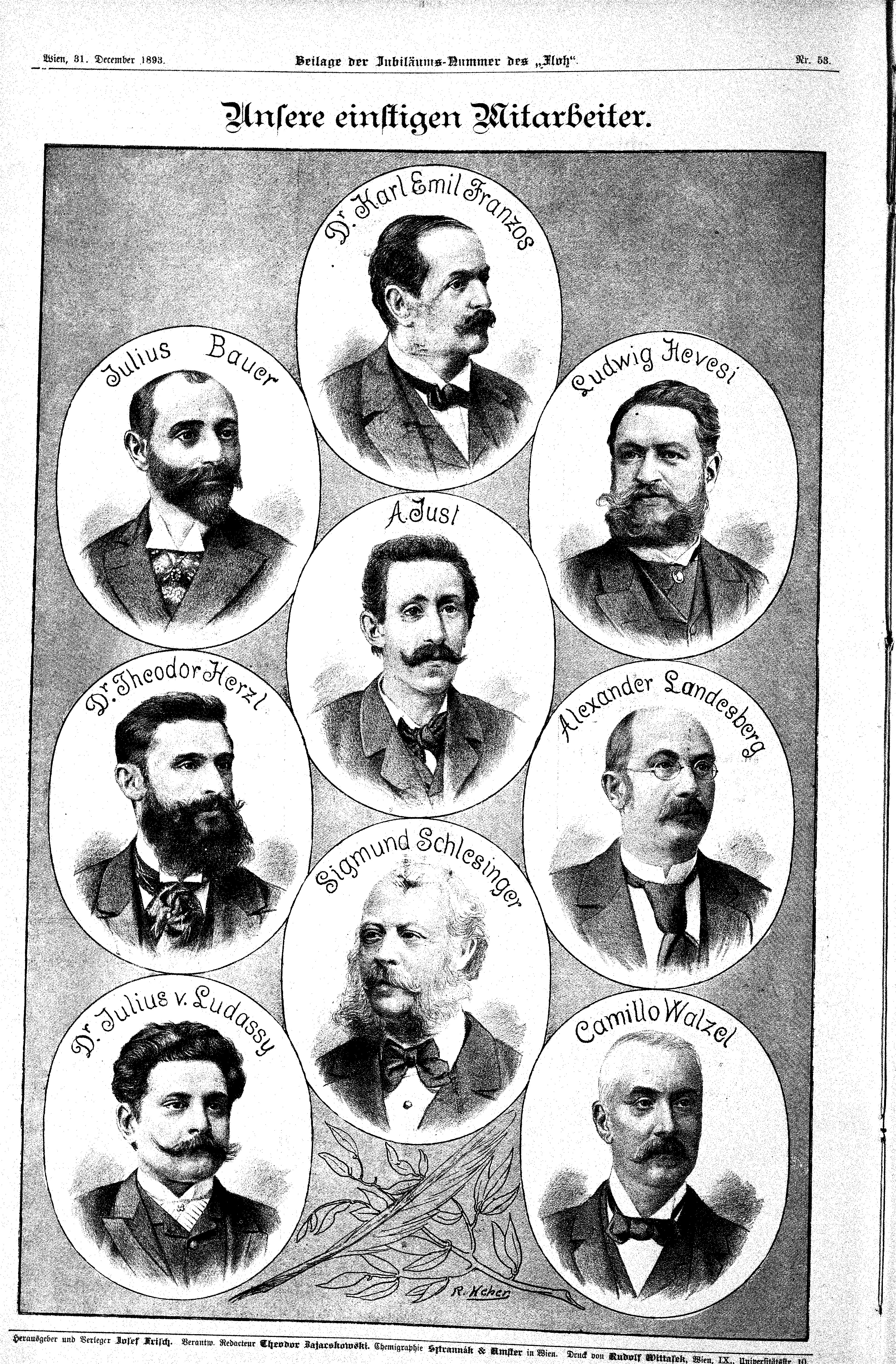
Mitarbeiter des Floh mit Alexander Landesberg (Mitte rechts)

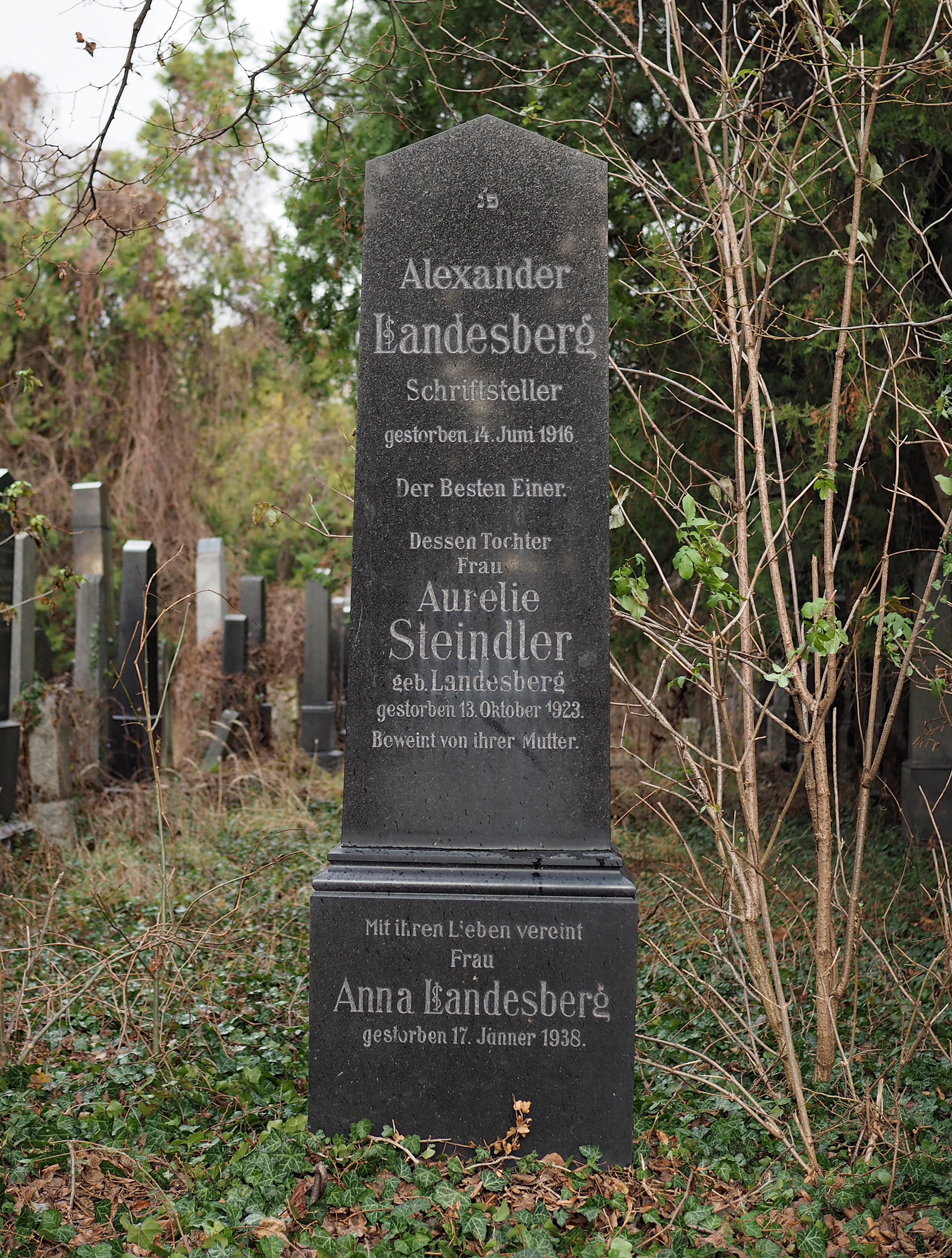
Grab von Alexander Landesberg in der Alten Jüdischen Abteilung des Wiener Zentralfriedhofs

Alexander Landesberg (* 15. Juli 1848 in Großwardein (heute Oradea); † 14. Juni 1916 in Wien) war ein österreichischer Journalist, Librettist und Schriftsteller.

## Leben
Ab 1878 war Landesberg als Redakteur beim Neuen Pester Journal tätig. Er übersiedelte 1872 nach Wien und trat in die Redaktion der Tagespresse ein, wo er bis 1876 blieb. Außerdem arbeitete er von 1867 bis 1885 beim illustrierten farbigen Witzblatt Der Floh mit, das eine liberale und antideutsche Linie vertrat. Ab 1886 war er Journalist bei der Morgen-Post und beim Neuen Wiener Tagblatt als Theater- und Kunstreferent beschäftigt.
Er wurde Chefredakteur der Satirezeitschrift Der junge Kikeriki, dann Redakteur bei der Oesterreichischen Volks-Zeitung und Theaterredakteur der Wiener Sonn- und Montags-Zeitung. In der letztgenannten schuf er die damals sehr bekannten Feuilleton-Rubriken Lokalzugsstudien und Aus dem Souffleurkasten, wo er unter dem Pseudonym Schnüfferl pointierte und humorvolle Plaudereien schrieb.
Da das Theater sein von ihm am meisten geschätztes Arbeitsgebiet war, gab er auch einige Kataloge, Theater- und Musik-Ausstellungsführer heraus. Als Schriftsteller schuf er einige Possen und Operettentextbücher.
Alexander Landesberg ist in der Alten Jüdischen Abteilung des Wiener Zentralfriedhofs begraben (Tor 1, Gruppe 52, Reihe 55, Nr. 45).

## Werkliste (auszugsweise)
Prosatexte:
- 1875 das Lustspiel Karl der Kühne
- 1889 der Roman Pepi
- 1889 die Posse Wasserkopf
- 1897 der Schwank Der Procurist
- (ohne Jahresangabe) der Schwank Faschingsdienstag

Operettentexte:
- 1896 die Gesangstexte zu Der Wunderknabe
- 1896 Münchner Kindl
- 1901 Das süße Mädel
- 1907 Der selige Vinzenz
- 1909 das Regiebuch zu Der Glücksnarr